# Liste der Biografien/Nom
Liste der Biografien |
Portal Biografien |
Personensuche
# |
A |
B |
C |
D |
E |
F |
G |
H |
I |
J |
K |
L |
M |
N |
O |
P |
Q |
R |
S |
T |
U |
V |
W |
X |
Y |
Z |
?
 
Na |
Nb |
Nc |
Nd |
Ne |
Nf |
Ng |
Nh |
Ni |
Nj |
Nk |
Nl |
Nm |
Nn |
No |
Nr |
Ns |
Nt |
Nu |
Nv |
Nw |
Nx |
Ny |
Nz
 
Noa |
Nob |
Noc |
Nod |
Noe |
Nof |
Nog |
Noh |
Noi |
Noj |
Nok |
Nol |
Nom |
Non |
Noo |
Nop |
Nor |
Nos |
Not |
Nou |
Nov |
Now |
Nox |
Noy |
Noz
Die Liste der Biografien führt alle Personen auf, die in der deutschsprachigen Wikipedia einen Artikel haben. Dieses ist eine Teilliste mit 64 Einträgen von Personen, deren Namen mit den Buchstaben „Nom“ beginnt.

## Nom

### Noma
- Noma, Hiroshi (1915–1991), japanischer Schriftsteller
- Noma, Hitone (1901–1979), japanischer Maler im Yōga-Stil
- Noma, Seiji (1878–1938), japanischer Verleger
- Noma, Shōichi (1911–1984), japanischer Verleger
- Noman, Abdullah Abdulwahab (1917–1982), jemenitischer Politiker und Dichter
- No'mani, Wasim, US-amerikanisch-irakischer Schauspieler
- Nomanovas, Danielius (* 1995), litauischer Eishockeyspieler
- Nomao, Ibrahim (* 1963), nigrischer Politiker und Manager
- Nomarski, Georges (1919–1997), polnisch-französischer Physiker
- Nomates, Billy (* 1990), britische Singer-SongwriterinBilly Nomates (* 1990)

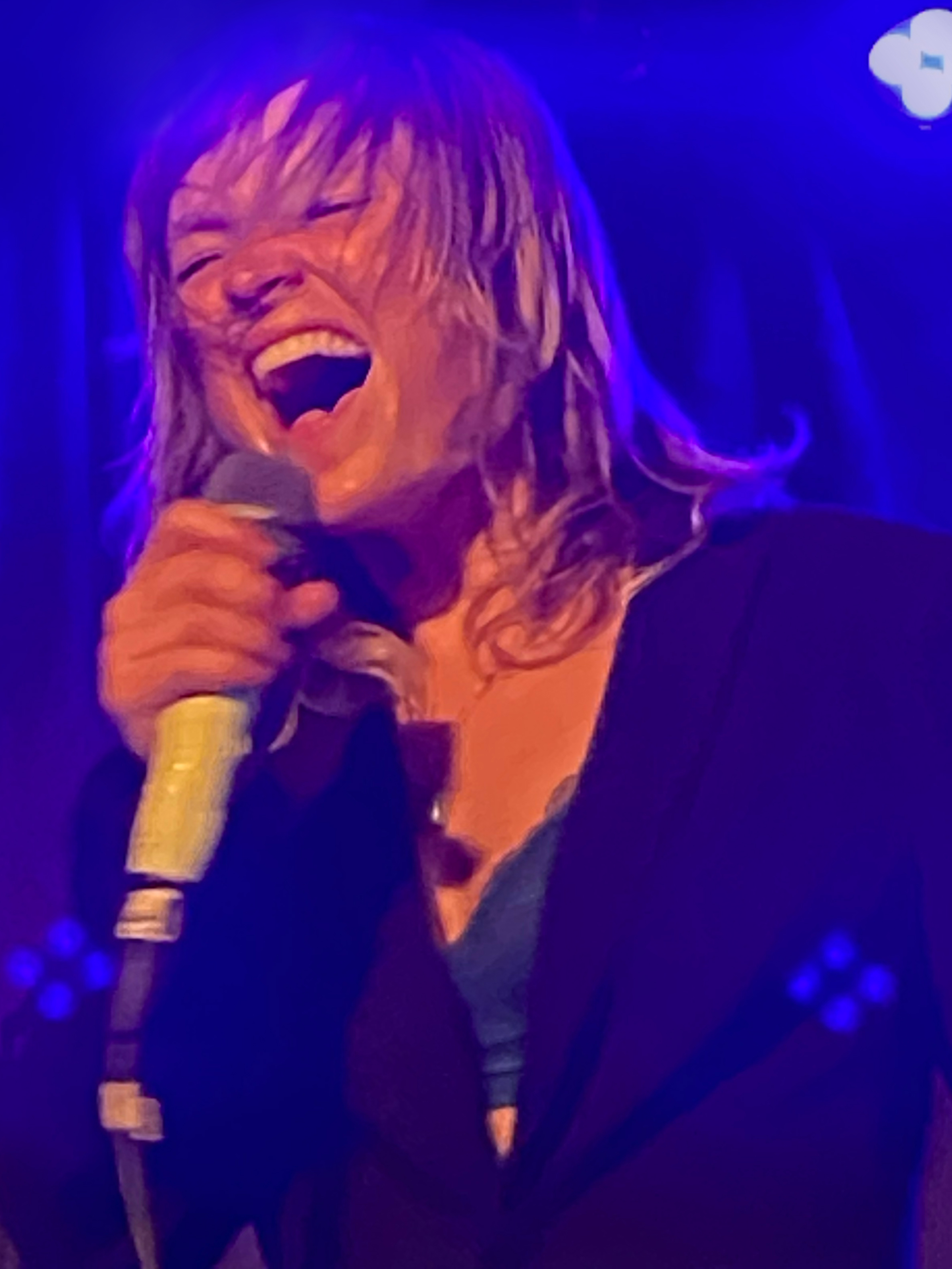
Billy Nomates (* 1990)

### Nomb
- Nomberg, Hirsch David (1876–1927), jiddischer polnischer Schriftsteller und Publizist, Mitglied des Sejm
- Nombride, Anton (1799–1857), Beamter und badischer Abgeordneter

### Nome
- Nomé, François de, französischer Maler
- Nomellini, Leo (1924–2000), US-amerikanischer American-Football-Spieler und Wrestler
- Nomen, Jaume (* 1960), spanischer Astronom
- Nomenjanahary, Lalaïna (* 1986), madagassisch-französischer Fußballspieler

### Nomf
- Nomfusi (* 1988), südafrikanische Sängerin

### Nomi
- Nomi, Klaus (1944–1983), deutscher Sänger, Countertenor und Popsänger
- Nominoë († 851), bretonischer Fürst
- Nomiyama, Gyōji (1920–2023), japanischer Maler
- Nomiyama, Hideki (* 1975), japanischer Fußballspieler
- Nomizu, Katsumi (1924–2008), japanischer Mathematiker

### Nomm
- Nõmm, Iko (* 1977), estnischer Jurist
- Nõmme, Martti (* 1993), estnischer Skispringer
- Nommensen, Andreas (* 1975), deutscher American-Football-Spieler und -Trainer
- Nommensen, Karl, deutscher Fußballspieler
- Nommensen, Klaus-Uwe (* 1952), deutscher evangelischer Theologe, Autor, Publizist und Herausgeber
- Nommensen, Ludwig Ingwer (1834–1918), deutscher evangelischer Missionar bei den Batak in Sumatra
- Nommesch, Pierre (1864–1935), luxemburgischer Bischof (1920–1935)
- Nõmmik, Raivo (* 1977), estnischer Fußballspieler
- Nommsen, Ingo (* 1971), deutscher Journalist und Fernseh- sowie VeranstaltungsmoderatorIngo Nommsen (* 1971)

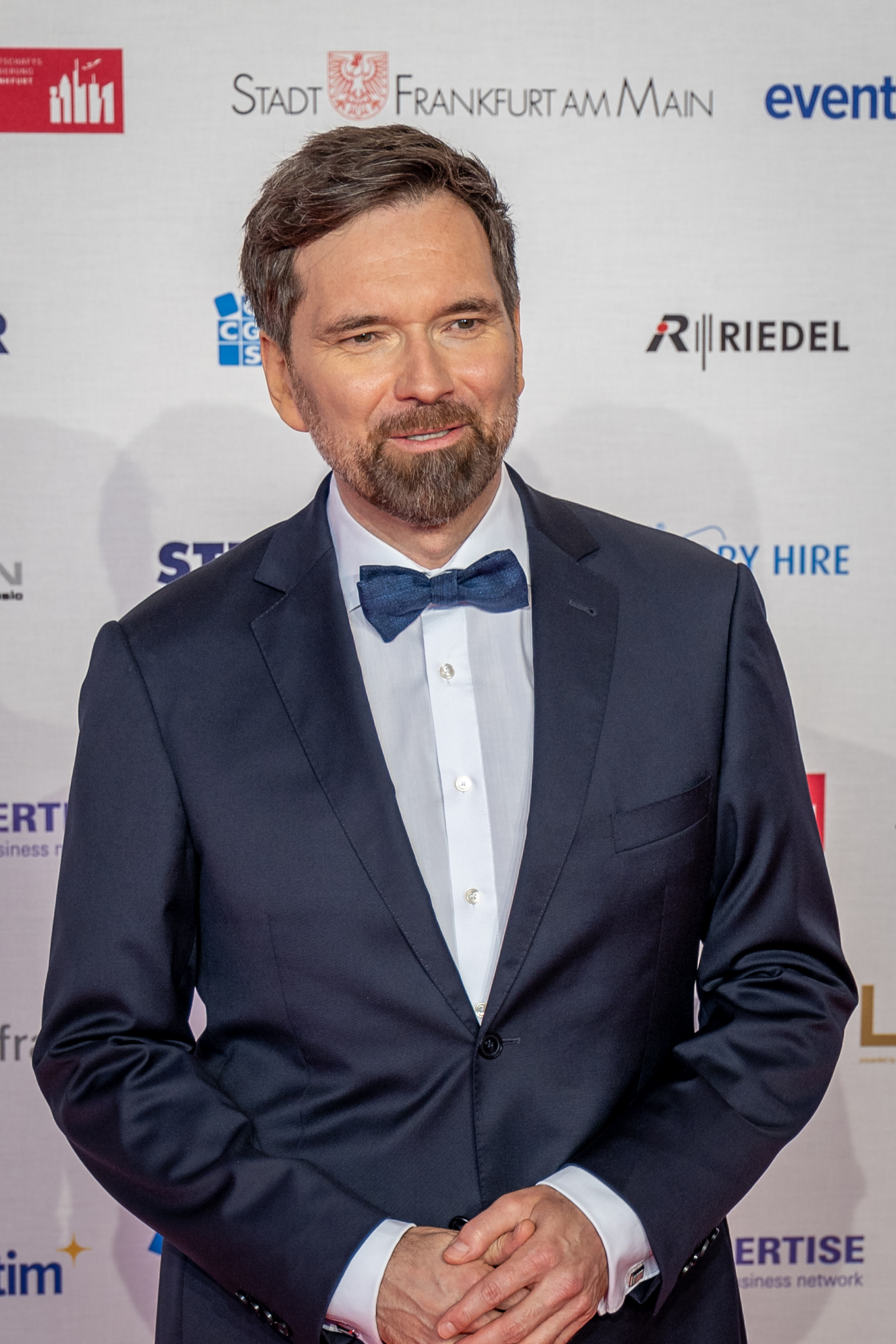
Ingo Nommsen (* 1971)

### Nomo
- Nomo, Hideo (* 1968), japanischer Baseballspieler
- Nomoto, Ken’ichi (* 1946), japanischer Astrophysiker
- Nomoto, Shūsei (* 1995), japanischer Leichtathlet
- Nomoto, Yasuhiro (* 1983), japanischer Fußballspieler
- Nomoto, Yasutaka (* 1986), japanischer Fußballspieler

### Nomp
- Nompar de Caumont de La Force, François Louis (1802–1880), französischer Forschungsreisender
- Nompar de Caumont, Antonin (1633–1723), französischer Hofmann und OffizierAntonin Nompar de Caumont (1633–1723)

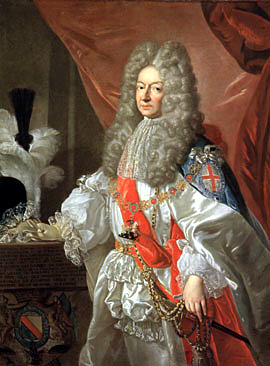
Antonin Nompar de Caumont (1633–1723)

- Nompar de Caumont, Armand († 1675), Maréchal de France
- Nompar de Caumont, Jacques (1558–1652), französischer Adliger
- Nompère de Champagny, Jean-Baptiste (1756–1834), französischer Staatsmann

### Nomu
- Nomura, Augustinus Jun’ichi (* 1937), japanischer Geistlicher, römisch-katholischer Bischof von Nagoya
- Nomura, Issei (1940–2021), japanischer Diplomat
- Nomura, Kaori, japanische Pianistin
- Nomura, Kenjiro (1896–1956), japanisch-amerikanischer Maler
- Nomura, Kichisaburō (1877–1964), Admiral der Kaiserlich Japanischen Marine und Außenminister sowie Botschafter Japans
- Nomura, Kodō (1882–1963), japanischer Schriftsteller
- Nomura, Manzō VI. (1898–1978), japanischer Kyōgen-Darsteller
- Nomura, Masataka (* 1991), japanischer Fußballspieler
- Nomura, Mitsugu (* 1956), japanischer Fußballspieler
- Nomura, Motoni (1806–1867), japanische Dichterin und Patriotin
- Nomura, Mutsuhiko (* 1940), japanischer Fußballspieler
- Nomura, Naoki (* 1991), japanischer Fußballspieler
- Nomura, Naokuni (1885–1973), japanischer Admiral und Politiker
- Nomura, Tadahiro (* 1974), japanischer Judoka, Olympiasieger im Superleichtgewicht
- Nomura, Temma (* 2001), japanischer Fußballspieler
- Nomura, Tetsuya (* 1970), japanischer Regisseur, Konzeptartist und Charakterdesigner in der Videospielefirma Square Enix
- Nomura, Toshirō (* 1954), japanischer Astronom
- Nomura, Toyokazu (* 1949), japanischer Judoka
- Nomura, Yoshitarō (1919–2005), japanischer Filmregisseur

### Nomv
- Nomvete, Sophia, britische SchauspielerinSophia Nomvete

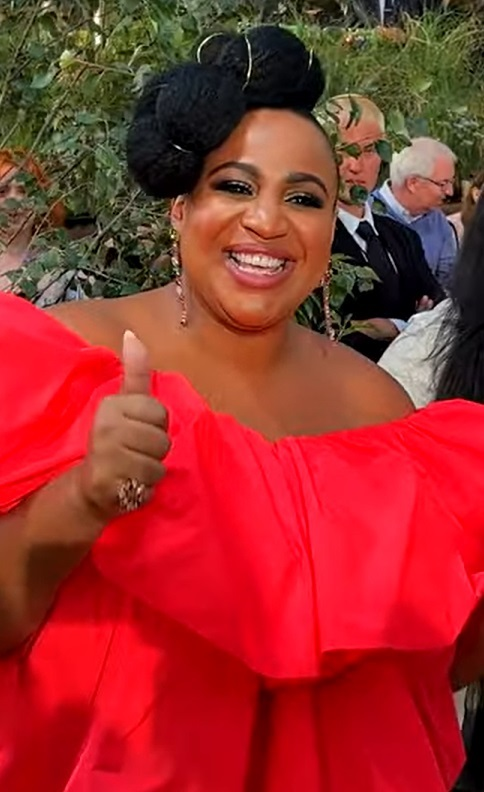
Sophia Nomvete

- Nomvethe, Siyabonga (* 1977), südafrikanischer Fußballspieler

### Nomy
- Nomy (* 1979), schwedischer Musiker und Sänger
- Nomy, Henri (1899–1971), französischer Marineflieger und Admiralstabschef